# Holarktis
Begrebet Holarktis bruges inden for økologien som betegnelse for et dyre- og plantegeografisk område. Det omfatter den palæarktiske og nearktiske økozone. Palæarktis dækker tilsammen hele Europa og Afrika ned til den sydlige grænse for Sahara, men også Asien ned til Himalaya. Grønland og hele Nordamerika ned til Mexico hører derimod til Nearktis.